# Eckart Fischer
Eckart Fischer (* 6. Januar 1942 in Hildesheim) ist ein deutscher Brigadegeneral außer Dienst des Heeres der Bundeswehr.

## Leben
Fischer trat am 1. April 1962 beim Panzerartilleriebataillon 31 in Lüneburg in die Bundeswehr ein. Von 1963 bis 1965 besuchte er die Artillerieschule in Idar-Oberstein und die Heeresoffizierschule II in Hamburg als Angehöriger des 16. Offizieranwärter-Jahrgangs. Von 1965 bis 1969 war er Zugführer im Feldartillerielehrbataillon 310 in Kusel und anschließend bis 1972 Batteriechef im Raketenartillerielehrbataillon 72 in Geilenkirchen.
Von 1973 bis 1975 absolvierte Fischer den 16. Generalstabslehrgang Heer an der Führungsakademie der Bundeswehr in Hamburg, wo er zum Offizier im Generalstabsdienst ausgebildet wurde. Danach wurde er Generalstabsoffizier für Logistik der Panzergrenadierbrigade 16 in Wentorf bei Hamburg bis 1978 und anschließend bis 1979 G3 der Brigade. Von 1979 bis 1981 war er Stabsoffizier für Nukleare Planung in der Central Army Group in Heidelberg, bevor er 1981 Bataillonskommandeur des Panzerartilleriebataillons 25 in Braunschweig wurde. Von 1983 bis 1984 hatte er ein Forschungs-Stipendium am International Institute for Strategic Studies in London und wurde danach Referent für Militärpolitik im Führungsstab der Streitkräfte, Stabsabteilung III, im Bundesministerium der Verteidigung auf der Hardthöhe in Bonn und war von 1986 bis 1990 Referatsleiter für Militärpolitik in jener Stabsabteilung. Von 1990 bis 1991 war er Lehrgangsteilnehmer/Dozent am National War College der National Defense University in Washington, D.C.
Von 1991 bis 1994 war Fischer Brigadekommandeur der Panzergrenadierbrigade 16 in Wentorf bei Hamburg und anschließend bis 1995 stellvertretender Stabsabteilungsleiter III (Militärpolitik) im Führungsstab der Streitkräfte im Bundesministerium der Verteidigung in Bonn und anschließend bis 1998 Verteidigungs- und Heeresattaché an der Deutschen Botschaft London. Am 24. September 1998 wurde er Kommandeur des Standortkommandos Berlin. Mit Ablauf des Januar 2001 wurde Fischer in den Ruhestand versetzt.
Fischer ist verheiratet und hat drei Kinder.

## Auszeichnungen
- Legion of Merit der USA (März 1991)
- Bundesverdienstkreuz am Bande (Januar 1991)
- Ehrenkreuz der Bundeswehr in Gold (1988)